# メレット郡 (サウスダコタ州)
メレット郡（英: Mellette County）は、アメリカ合衆国サウスダコタ州の南部に位置する郡である。2010年国勢調査での人口は2,048人であり、2000年の2,083人から1.5％減少した。郡庁所在地はホワイトリバー市（人口581人）であり、同郡で人口最大の町でもある。郡名はダコタ準州最後かつサウスダコタ州初代の知事を務めたアーサー・C・メレット（1842年6月25日-1896年5月25日）に因んで名付けられた。

## 地理
アメリカ合衆国国勢調査局に拠れば、郡域全面積は1,310平方マイル (3,392 km2)であり、このうち陸地は1,306平方マイル (3,384 km2)、水域は3平方マイル (8 km2)で水域率は0.25％である。

### 主要高規格道路
- アメリカ国道83号線
- サウスダコタ州道4号線
- サウスダコタ州道53号線
- サウスダコタ州道63号線

### 隣接する郡
- ジョーンズ郡 - 北
- ライマン郡 - 北東
- トリップ郡 - 東
- トッド郡 - 南
- ジャクソン郡 - 西

## 人口動態
以下は2000年の国勢調査による人口統計データである。
| 基礎データ - 人口: 2,083人 - 世帯数: 694 世帯 - 家族数: 498 家族 - 人口密度: 1人/km2（2人/mi2） - 住居数: 824軒 - 住居密度: 0軒/km2（1軒/mi2） 人種別人口構成 - 白人: 44.74% - ネイティブ・アメリカン: 52.42% - アジア人: 0.10% - その他の人種: 0.24% - 混血: 2.50% - ヒスパニック・ラテン系: 1.68% 年齢別人口構成 - 18歳未満: 35.3% - 18-24歳: 7.5% - 25-44歳: 24.6% - 45-64歳: 19.4% - 65歳以上: 13.2% - 年齢の中央値: 32歳 - 性比（女性100人あたり男性の人口） - 総人口: 101.3 - 18歳以上: 100.6 | 世帯と家族（対世帯数） - 18歳未満の子供がいる: 38.9% - 結婚・同居している夫婦:46.8% - 未婚・離婚・死別女性が世帯主: 16.7% - 非家族世帯: 28.1% - 単身世帯: 24.2% - 65歳以上の老人1人暮らし: 10.5% - 平均構成人数 - 世帯: 2.94人 - 家族: 4.49人 収入と家計 - 収入の中央値 - 世帯: 23,219米ドル - 家族: 25,221米ドル - 性別 - 男性: 17,989米ドル - 女性: 17,989米ドル - 人口1人あたり収入: 10,362米ドル - 貧困線以下 - 対人口: 35.8% - 対家族数: 30.4% - 18歳未満: 45.7% - 65歳以上: 21.9% |

## 都市と町
都市名の後の数字は2010年国勢調査での人口を示す。
- ホワイトリバー 581 - 郡庁所在地
- ウッド 62

### 郡区
メレット郡は下記16の郡区に分けられている。
| - バッドネーション - ブラックパイプ - ビュート - コディ - フェアビュー - モシャー - ニューサプライズバレー - ノリス | - プロスペクト - レッドフィッシュ - リングサンダー - リバーサイド - ロッキーフォード - ローズバッド - ラニングバード - サプライズ |

またシーダービュートとセントラルメレットの2つの未編入領域にも分けられている。